# .45 (film)
.45 è un film thriller indipendente del 2006, diretto e sceneggiato da Gary Lennon e interpretato da Milla Jovovich, Stephen Dorff e Angus Macfadyen.

## Trama
Big Al e la sua fidanzata Kat vivono insieme e vendono illegalmente armi a Queens.
Kat vorrebbe lasciare Queens per andare in un quartiere migliore, ma teme la reazione di Big Al. 
Big Al è geloso sia di Vic, una lesbica amica di Kat, che del suo aiutante Reilly, che di Jose, uno spacciatore rivale di Big Al.
Un giorno Big Al scopre dal suo uomo di fiducia Clancy che Kat si è incontrata con Jose: dopo aver trascinato Kat a casa, la costringe a confessare e poi la picchia brutalmente.
Il giorno dopo, però, Al viene arrestato; anche Kat è interrogata e, notando i segni delle percosse, le viene presentata Liz, membro di un'associazione che protegge le donne maltrattate da ex fidanzati violenti. Kat si rifiuta di denunciare Big Al, ma dopo l'ennesima violenza, decide di mettere in pratica un piano complicato che la porta ad uccidere Clancy e a far ricadere la colpa su Big Al.
Big Al è condannato a 15 anni per omicidio, Kat spiega a Liz che l'ha semplicemente usata e saluta Vic per l'ultima volta, dato che ha deciso di lasciare New York insieme a Reilly, il suo nuovo compagno.